# 彭建軍
彭建軍（1974年—），山西人，中國古琴演奏家，現任唐風琴社社長。

## 生平
彭建軍在12歲時曾學過二胡，17歲時開始學習古琴，但因為家人反對和琴界蕭條的緣故而久經周折。1998年開始到全國各地拜訪名師，2001年去拜望李祥霆，受其鼓勵開始進行古琴教學。2012年發佈山西首張古琴專輯《滄海龍吟》。